# 1705
Năm 1705 (số La Mã: MDCCV) là một năm thường bắt đầu vào thứ năm trong lịch Gregory (hoặc một năm thường bắt đầu vào Chủ Nhật của lịch Julius chậm hơn 11 ngày). Năm 1705 của lịch Thụy Điển là một năm thường bắt đầu vào chủ nhật, một ngày trước của lịch Julius.

## Sự kiện
- Ngày 05 Tháng 5 - Joseph I, Hoàng đế La Mã Thần thánh kế vị cha ông là Leopold I.

## Sinh
- 14 tháng 1 - Jean-Baptiste Bouvet Charles de Lozier, thống đốc của Quần đảo Mascarene (mất 1786)
- 24 tháng 1 - Farinelli, người Ý (mất 1782)
- 15 tháng 2 - Charles-André van Loo, họa sĩ người Pháp (mất 1765)
- 21 tháng 2 - Edward Hawke, 1st Baron Hawke, sĩ quan hải quân Anh (mất 1781)
- 22 tháng 2 - Peter Artedi, nhà tự nhiên học người Thụy Điển (mất 1735)
- 2 tháng 3 - William Murray, 1 Earl của Mansfield, thẩm phán và chính trị gia người Scotland (mất 1793)
- 11 tháng 4 - William Cookworthy, nhà hóa học người Anh (mất 1780)
- 23 tháng 7 - Francis Blomefield, nhà địa hình học Anh (mất 1752)
- 30 tháng 8 - David Hartley, nhà triết học Anh (mất 1757)
- Tháng chín - Dick Turpin, người Anh (mất 1739)
- 24 tháng 9 - Leopold Josef Graf Daun, người Áo (mất 1766)
- 28 tháng 9 - Henry Fox, 1st Baron Hà Lan, người Anh (mất 1774)
- 23 tháng 10 - Maximilian Ulysses Count Browne, người Áo (mất 1757)
- 31 tháng 10 - Giáo hoàng Clement XIV (mất 1774)
- 23 tháng 11 - Thomas Birch, sử gia người Anh (mất 1766)